# 米田一典
米田 一典（よねだ かずのり、1950年6月24日 - 2012年2月26日）は、日本のバレーボール元選手・指導者。元全日本女子バレーボールチーム監督、チャレンジリーグ・仙台ベルフィーユ監督を歴任。広島県広島市安佐南区出身。

## 来歴
崇徳高校3年生時の1968年高校総体で、セッター・主将として中大附属高校を降し優勝。同年国体では柳本晶一擁する大商大付属高校を降して優勝し、2冠を達成した。
1973年、法政大学在学中に日立女子バレーボール部にコーチとして就任。1975年、監督に昇格し日立を常勝チームに育て上げた。
1974年には全日本女子チームコーチに就任、山田重雄監督の片腕として活躍し、1976年モントリオールオリンピック、1977年Ｗ杯の金メダル獲得に貢献した。
1984年ロサンゼルスオリンピックでは全日本女子監督に就任して、江上由美、三屋裕子らを擁して銅メダルを獲得。1990年、再び全日本女子監督に就任、この時の米田が事実上のプロ代表監督第1号といわれる。
1992年バルセロナオリンピックでは5位の成績を残した。全日本女子監督として通算204勝108敗は、小島孝治232勝154敗に次ぐ歴代2位の記録である。
当時の主力・大林素子らとの確執があって全日本監督を退いた後、再び日立監督として活躍したが、2001年5月、日立製作所本社の合理化の一環として日立ベルフィーユ廃部。チーム全体移籍の受け皿企業を確保しようと奔走したが、折からの景気低迷で全体移籍は適わなかった。
一企業丸抱え型のチーム運営に限界を感じた米田は、2003年9月に香川県高松市で地域密着型スポーツ振興を目指してNPO法人J-HOTバレーボール連盟を設立し、理事長に就任。香川県内でバレーボール技術指導活動をしながら新クラブチーム発足の準備を進めた。2005年4月に女子バレーボールのクラブチーム四国Eighty 8 Queenを発足させ、監督に就任。2007年、実業団地域リーグで優勝し、入替戦で勝利してチャレンジリーグ昇格を果たした。
2011年、四国Eighty 8 Queenは資金不足で活動休止となったため、本拠地を仙台に移転し、仙台ベルフィーユを立ち上げた。チーム名は米田がかつて指導した日立ベルフィーユの名にあやかったもので、強豪の復活と東日本大震災からの復興の願いをこめた名称であった。しかし同年秋、疾病により監督を退き、治療に専念。
2012年2月26日、肺癌のため死去。61歳没。
米田が亡くなったのがリーグ戦の時期であった為、葬儀は近親者などごく近い関係者のみで執り行われ、シーズンオフに入った5月8日に仙台市内のホテルにて、260人が参列して米田のお別れの会が催された。
法政大学在学時からコーチになった為、実業団に於いて選手の経験がないバレーボール指導者であったが、ブロック指導に実績があった。

## 主な球歴
- 1973年 日立女子バレーボール部　コーチ就任
- 1974年 全日本女子チーム　コーチ就任
- 1975年 日立女子バレーボール部　監督就任
- 1982年 ダイエー女子バレーボール部　監督就任
- 1990年 全日本女子チーム　監督就任
- 1994年 日立女子バレーボール部　監督就任
- 2003年 NPO法人　J-HOTバレーボール連盟設立　理事長就任
- 2005年 四国Eighty 8 Queen 監督就任
- 2011年 仙台ベルフィーユ 監督就任